# Цяньшань (горы)
Цяньшань, Фыньшуйлин, Фэньшулин (кит. упр. 千山, пиньинь Qiān Shān) — горный хребет, ответвление от обширного горного района Чанбайшань на границе Китая и Северной Кореи. Хребет тянется от восточной части провинции Цзилинь, распространяясь на юго-восток провинции Ляонин, вплоть до Ляодунского полуострова. Хребет Цяньшань получил название по горе Цянь в окрестностях города Аньшаня.
Некоторые из известных вершин хребта Цяньшань:
Цяньшань (Аньшань)
Унюйшань (Бэньси)
Хуабошань (Бэньси) — самая высокая вершина (1336 м)
Лаомаошань (Далянь)
Дахэйшань (Далянь)
Лаотешань (Далянь)